# 두견

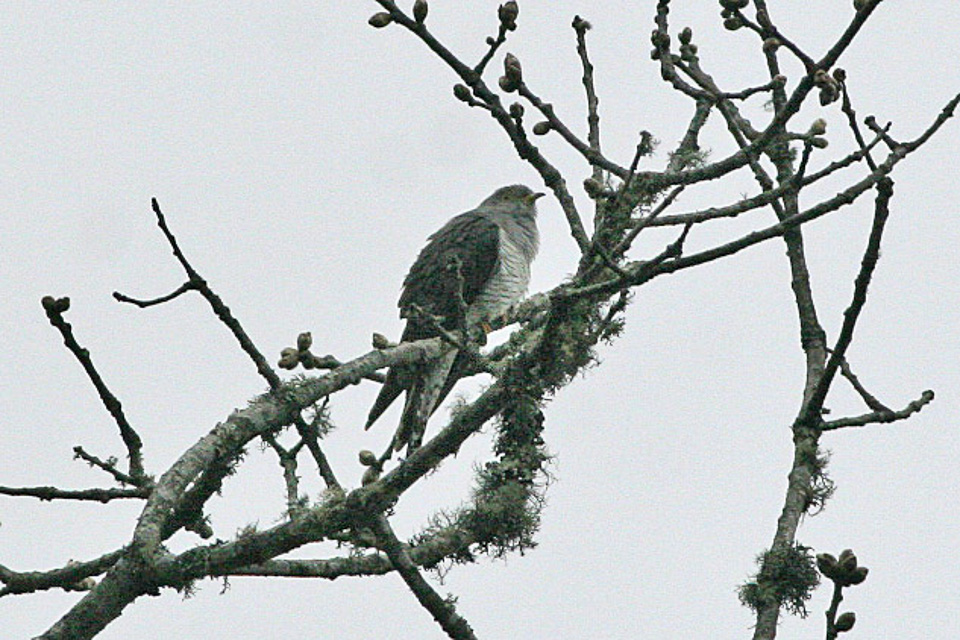

두견(杜鵑, 영어: lesser cuckoo, 학명: Cuculus poliocephalus 쿠쿨루스 폴리오케팔루스[*])은 두견과의 새이다.

## 특징
뻐꾸기와 마찬가지로 다른 새의 둥지에 알을 낳는 탁란을 한다. 몸길이는 약 25 센티미터 (9.8 in)이고, 등은 회색을 띤 파란색이며 아랫가슴과 배는 흰색 바탕에 암갈색 가로줄무늬가 있다. 한국에서는 여름에 볼 수 있는 새로, 단독으로 생활하며 나뭇가지에 앉아 있을 때가 많다. 산중턱 또는 우거진 숲속에 숨어 거의 노출되지 않아 육안으로는 찾아보기 힘들다. 날 때에는 날개를 위아래로 움직이며 날고, 이때 꼬리를 길게 수평으로 유지한다.

## 생태
번식기인 4월-8월에 계속해서 울어대는데 그 최성기는 5-6월이다. 자기가 직접 둥지를 틀지 않고 휘파람새·굴뚝새·산솔새·검은지빠귀·촉새 등의 둥지에 알을 낳아 그 새가 기르도록 내맡긴다. 알은 짙은 밤색의 타원형이다. 산란기는 6월~8월까지로 한 개의 알을 낳는데 다른 새의 둥지에 있는 알을 밖으로 밀어 떨어뜨리거나, 부리로 물어 떨어뜨린 후, 자기의 알을 산란한다. 부화 직후의 새끼는 깃털이 전혀 없으며 부화 뒤 2-3일 사이에 다른 새의 알이나 새끼를 둥지 밖으로 밀어내고 둥지를 차지해서 다른 새로부터 먹이를 받아 먹고 자란다. 두견이는 주로 곤충의 성충·유충·알을 먹고 자란다.
대한민국에서는 천연기념물로 지정하여 보호하고 있다.